# Drewniane kościoły południowej Małopolski

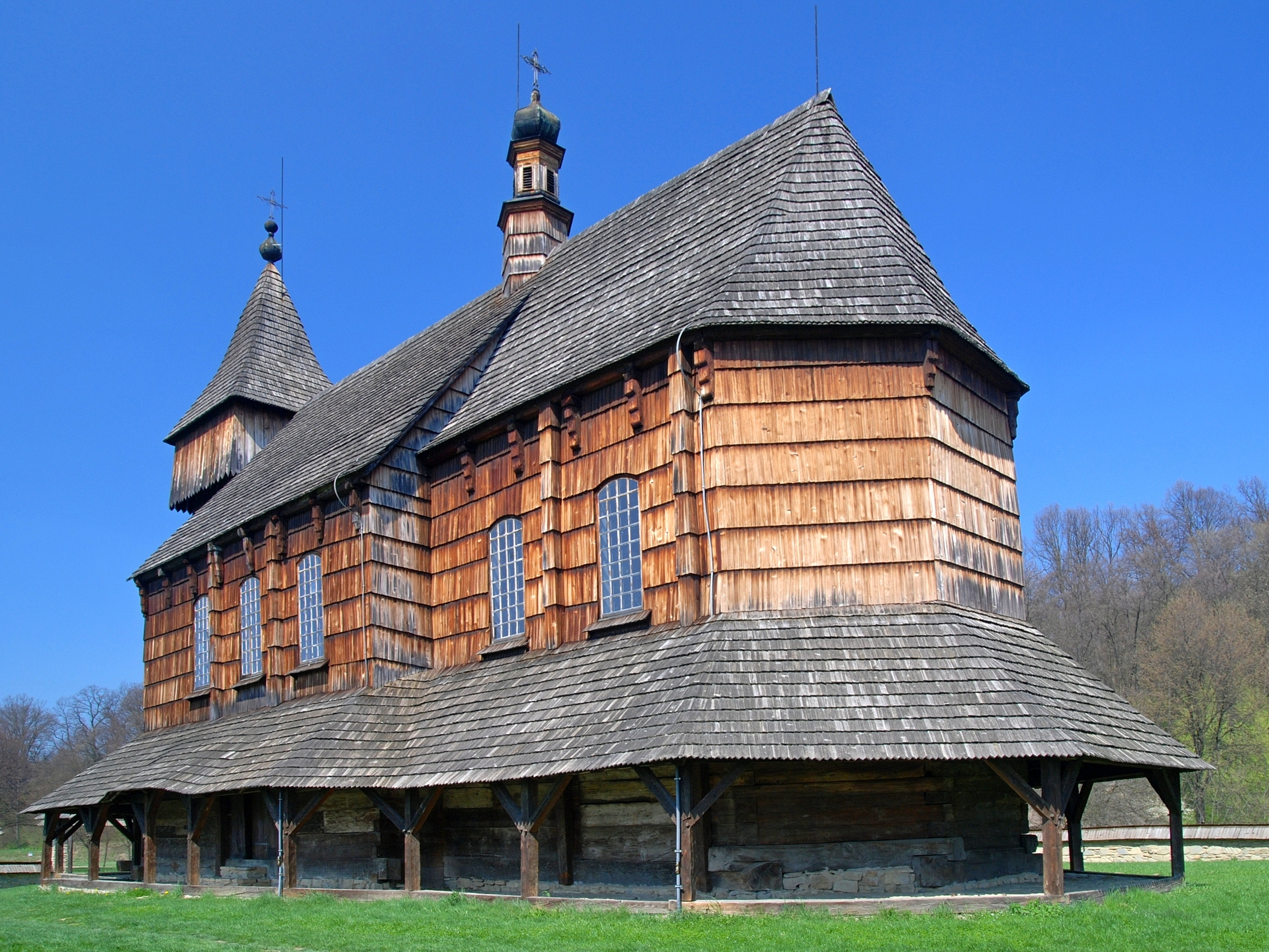
Kościół z Bączala Dolnego

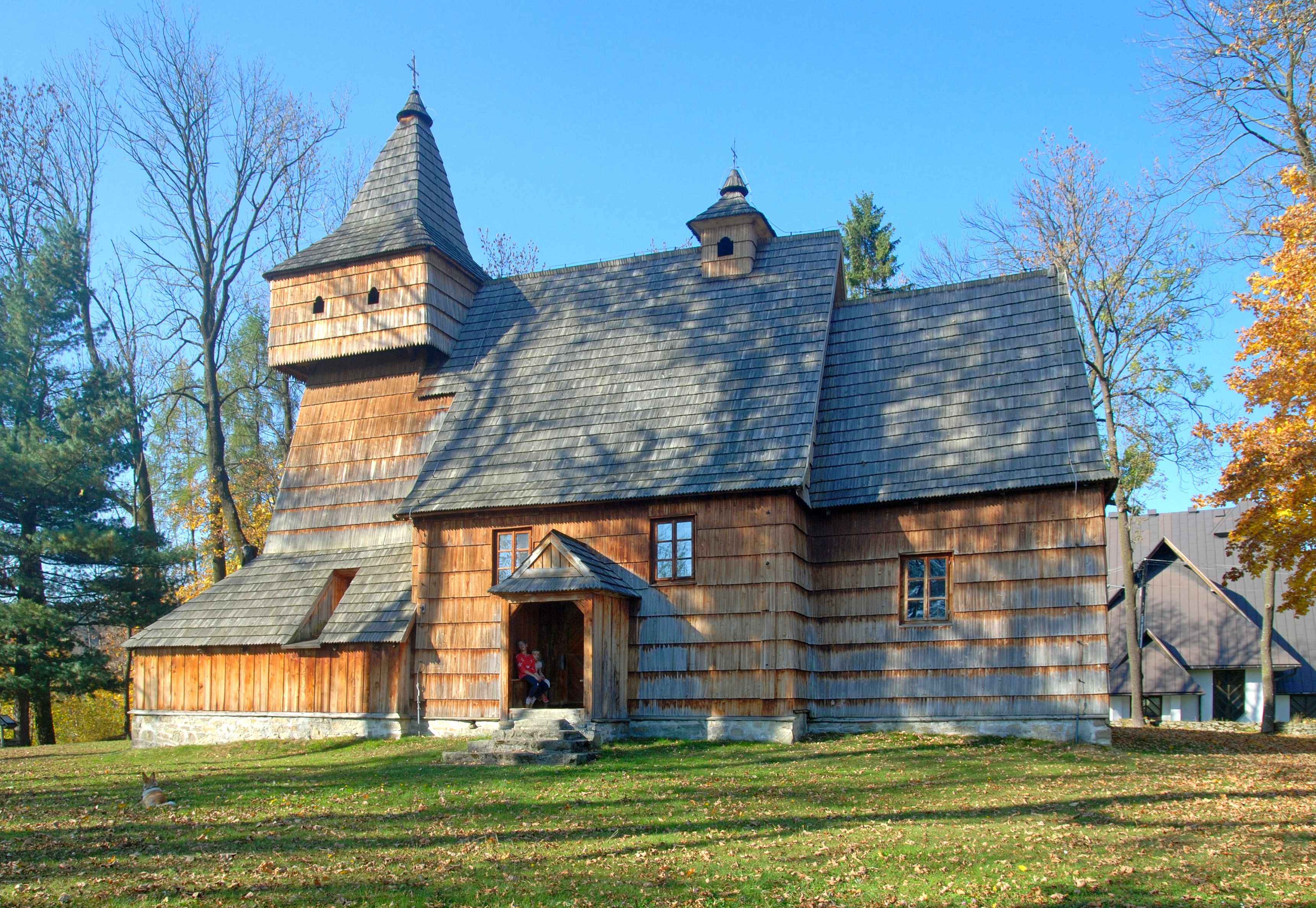
Kościół św. Marcina w Grywałdzie

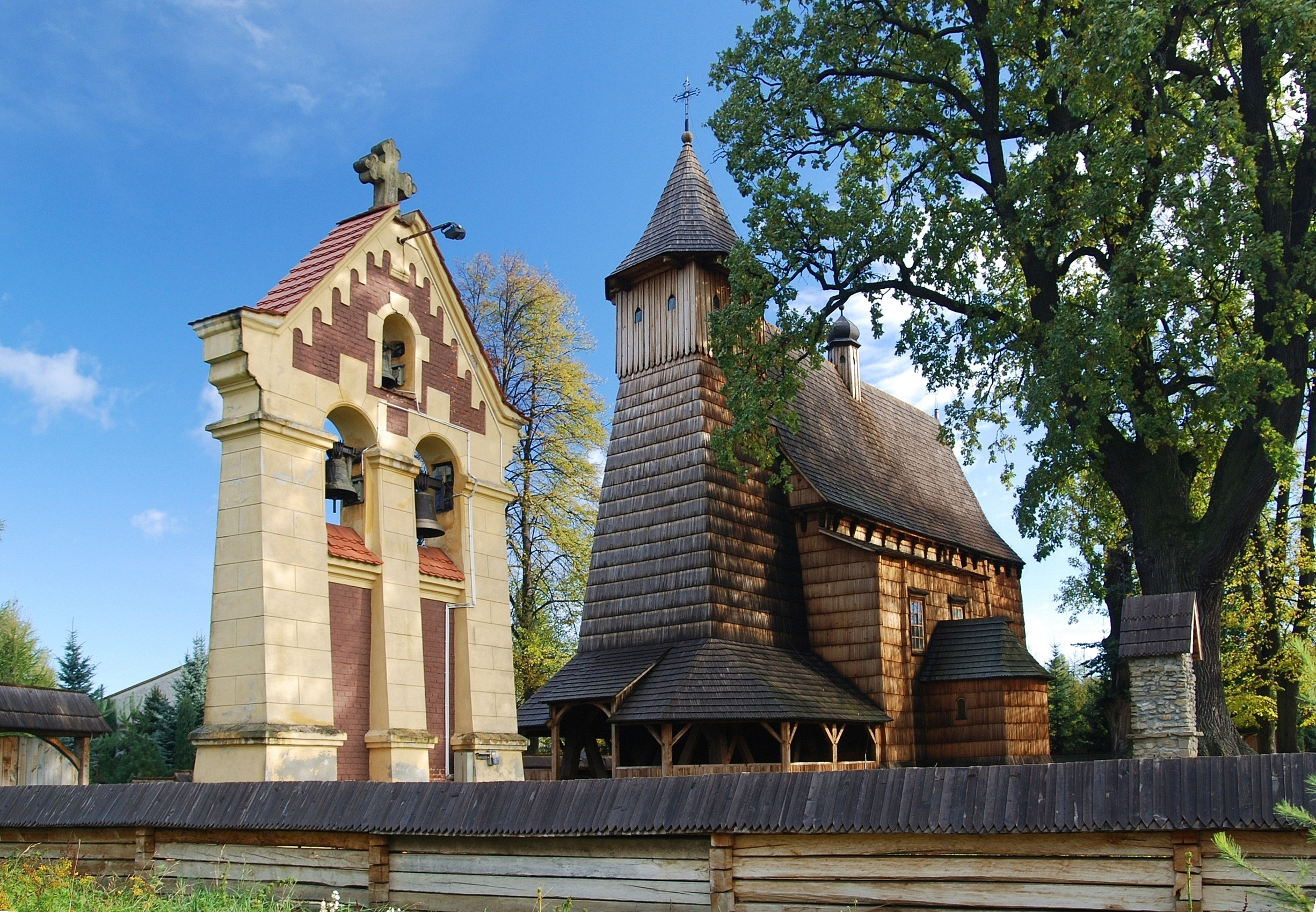
Kościół św. Doroty w Trzcinicy

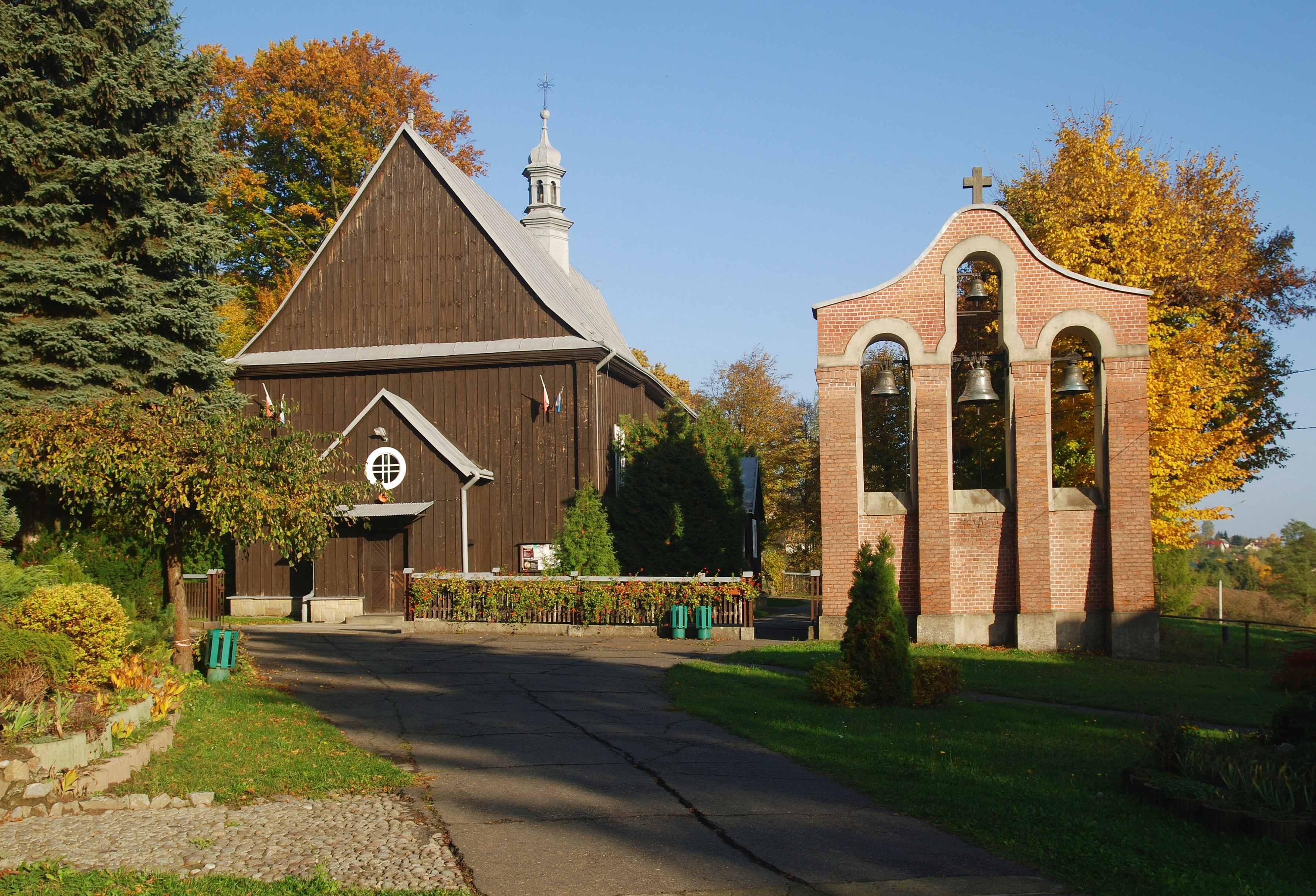
Kościół św. Katarzyny w Sławęcinie

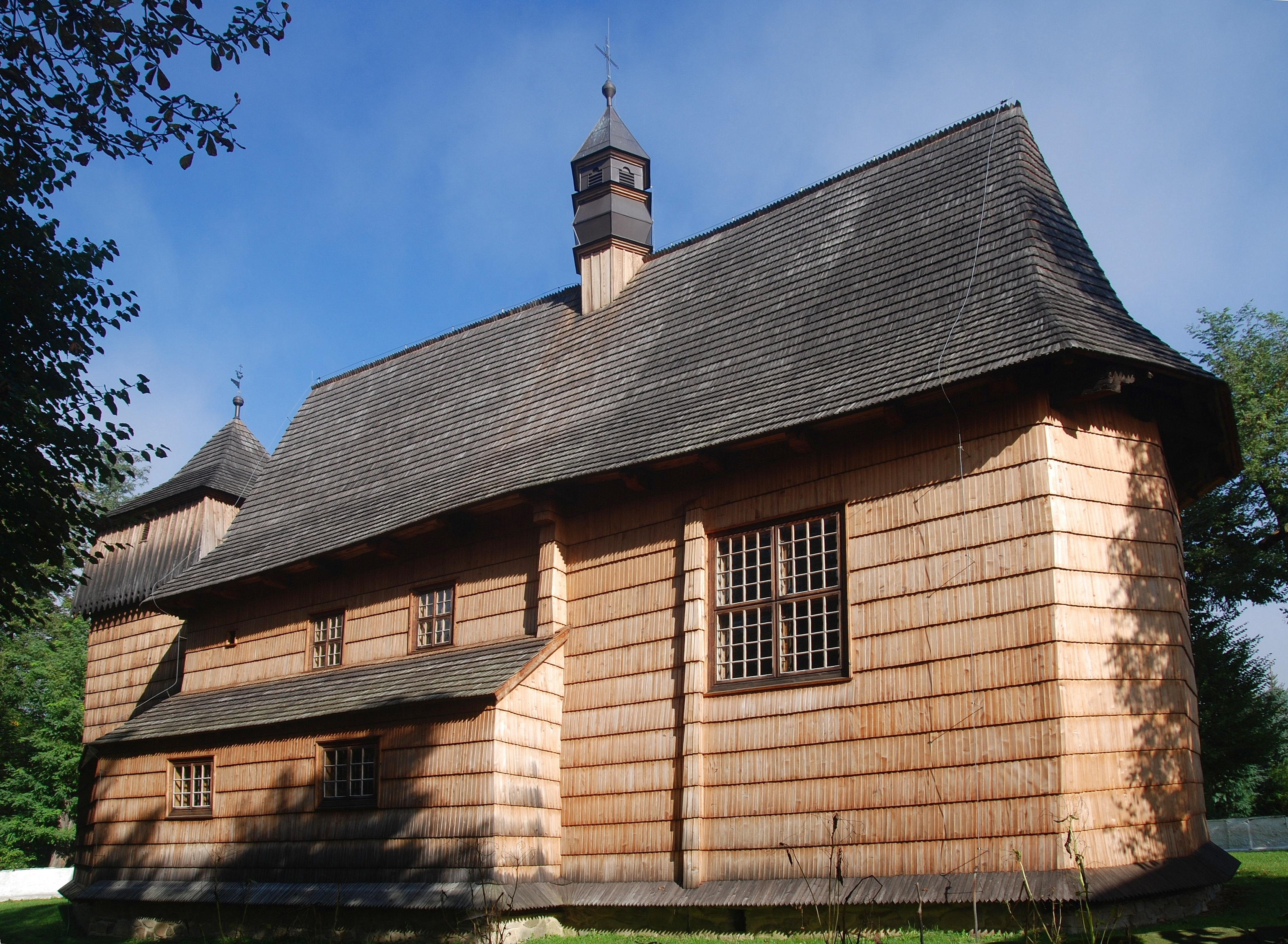
Kościół Przemienienia Pańskiego w Osieku Jasielskim

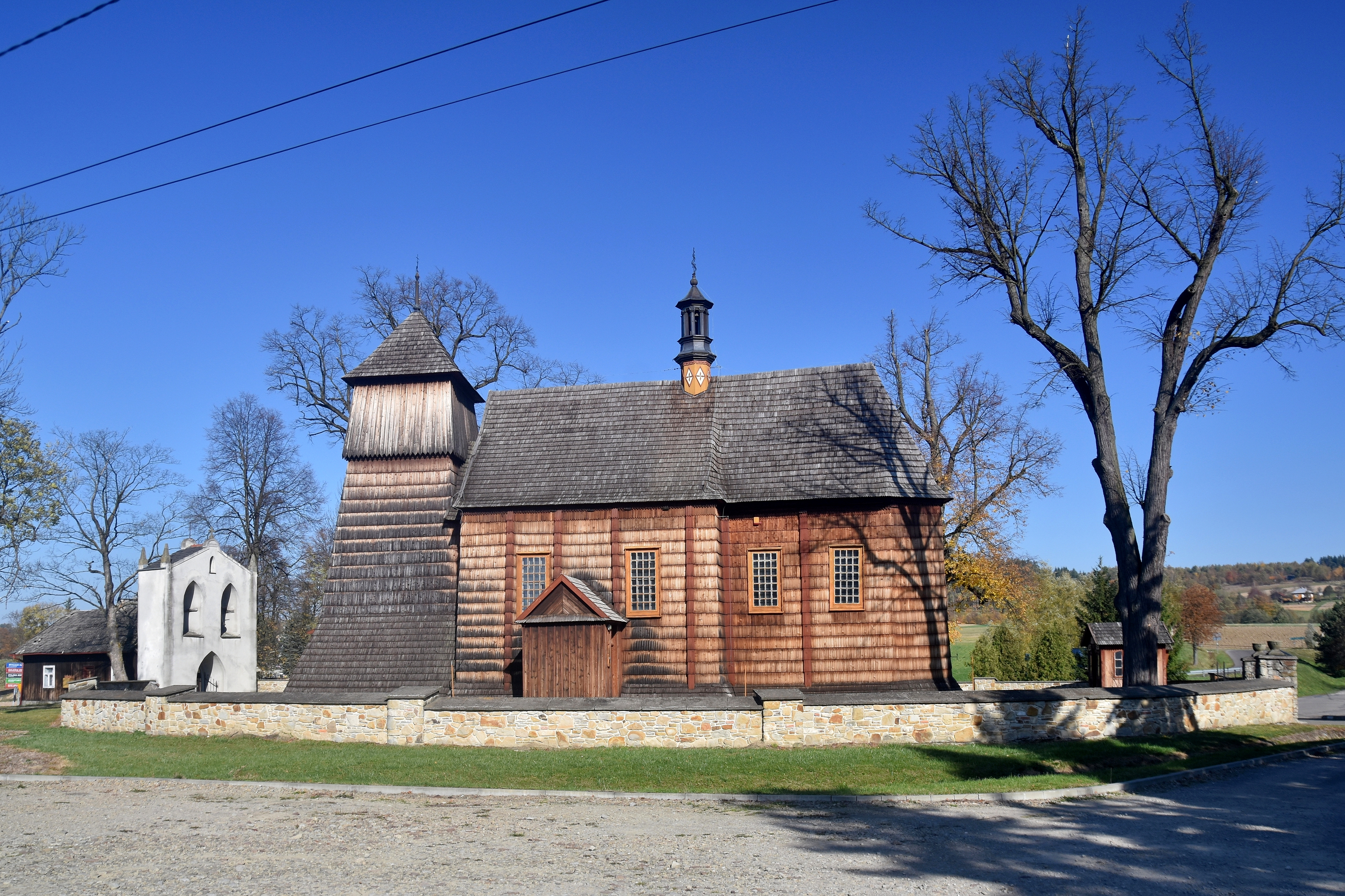
Kościół św. Katarzyny w Gogołowie

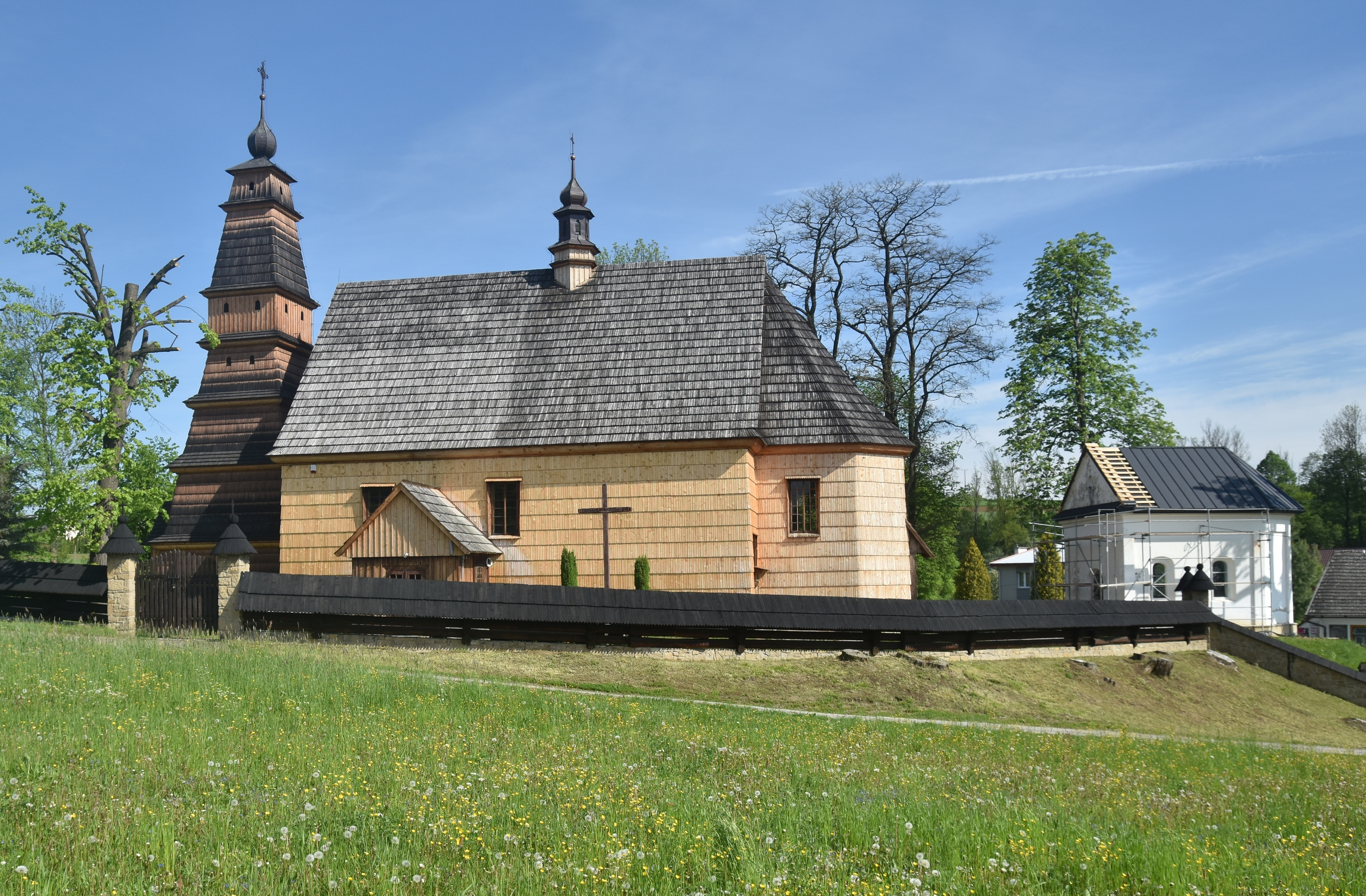
Kościół św. Andrzeja w Rożnowicach

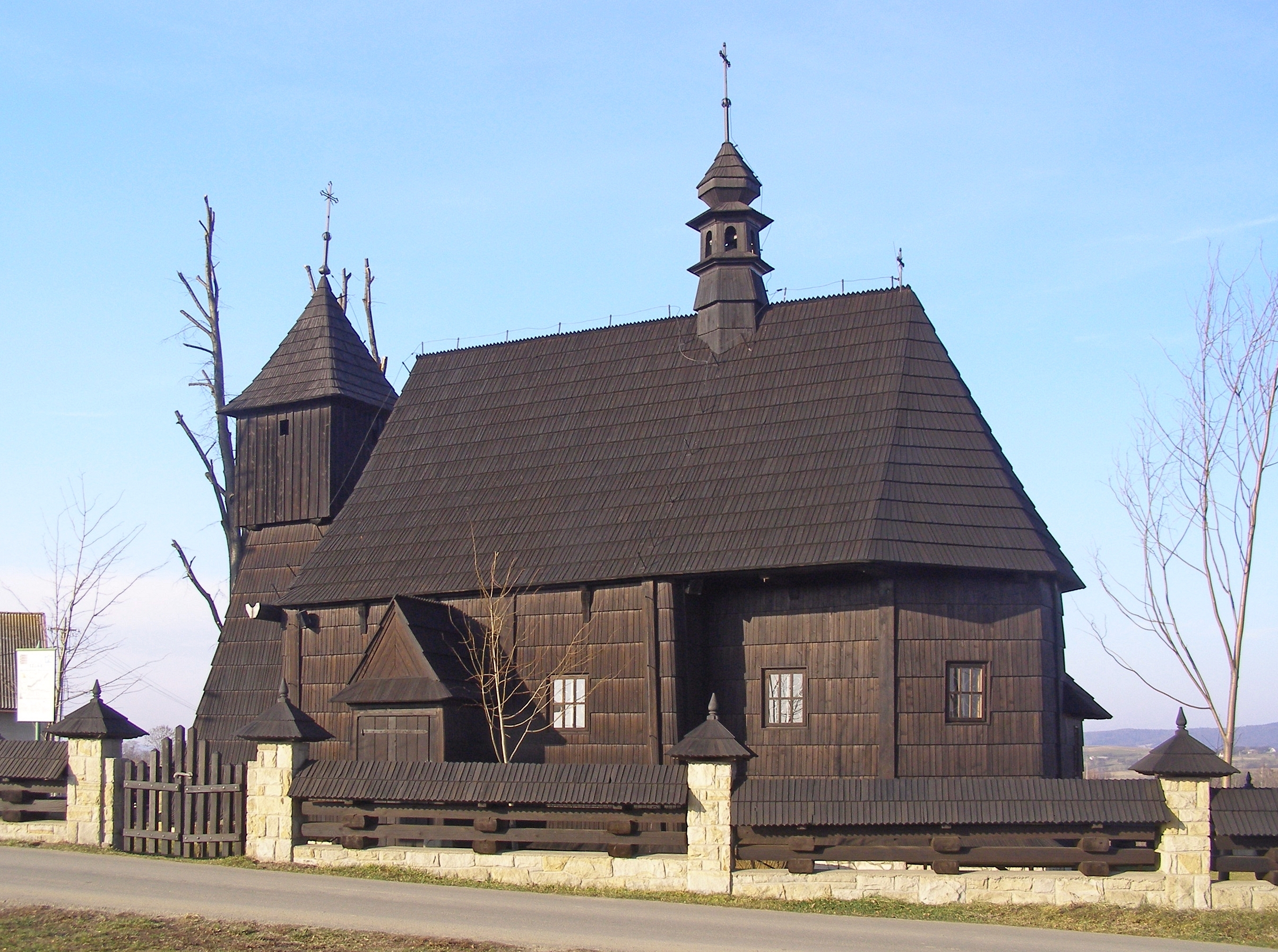
Kościół św. Jana Chrzciciela w Rzepienniku Biskupim

Drewniane kościoły południowej Małopolski – grupa cennych historycznie i ciekawych architektonicznie drewnianych kościołów, najczęściej konstrukcji zrębowej, z których najstarsze pochodzą z XIV wieku (za najstarszy uważa się kościół w Haczowie z 1388 roku). Zachowały się w dobrym stanie do czasów współczesnych i stanowią drugie najstarsze tego rodzaju skupisko drewnianych świątyń w Europie, zaraz po norweskich kościołach klepkowych tzw. stavkirke.
W województwach podkarpackim i małopolskim występuje duże zagęszczenie drewnianych kościołów. Prezentują style architektoniczne począwszy od gotyckiego, przez renesansowy, barokowy po nowsze style.
Są cennymi zabytkami w skali Polski, Europy i świata. Znaczna większość z nich znajduje się na turystycznym szlaku architektury drewnianej.

## Historia
Specjaliści z Regionalnego Ośrodka Studiów i Ochrony Dziedzictwa Kulturowego (obecnie Narodowy Instytut Dziedzictwa) w Krakowie i Służby Ochrony Zabytków (Roman Marcinek, Janusz Bogdanowski (jako konsultant), Mariusz Czuba, Olga Dyba, Andrzej Laskowski, Zbigniew Myczkowski, Andrzej Siwek, Tadeusz Śledzikowski) pod kierownictwem dr Mariana Korneckiego wytypowała kościoły w Binarowej, Bliznem, Dębnie, Haczowie, Lachowicach, Lipnicy Murowanej, Orawce, Sękowej i Szalowej. Eksperci ICOMOS i UNESCO na listę wpisali jedynie kościoły w: Binarowej, Bliznem, Dębnie, Haczowie, Lipnicy Murowanej i Sękowej. UNESCO uznało dokumentację przygotowaną przez zespół za wzorcową w skali międzynarodowej i zaproponowało, aby była wzorcowa dla podobnych zgłoszeń wpisów seryjnych.

## Kościoły na liście światowego dziedzictwa UNESCO
Najcenniejszymi obiektami są kościoły wpisane 3 lipca 2003 na prestiżową listę UNESCO. Są to następujące świątynie:
- Binarowa – Kościół św. Michała Archanioła w Binarowej
- Blizne – Kościół Wszystkich Świętych w Bliznem
- Dębno – Kościół św. Michała Archanioła w Dębnie
- Haczów – Kościół Wniebowzięcia Najświętszej Maryi Panny w Haczowie
- Lipnica Murowana – Kościół św. Leonarda w Lipnicy Murowanej
- Sękowa – Kościół św. Filipa i św. Jakuba w Sękowej

## Kościoły zgłoszone do wpisania na listę światowego dziedzictwa UNESCO
Obecnie na liście UNESCO znajduje się 6 spośród 9 kościołów, które zostały zgłoszone. Komitet UNESCO wybrał te najstarsze (gotyckie), kościoły młodsze, pomimo iż były nominowane do wpisu, na liście się nie znalazły. Kościoły zgłoszone, ale niewpisane na listę światowego dziedzictwa UNESCO:
- Lachowice – Kościół Świętych Apostołów Piotra i Pawła w Lachowicach – z 1789 roku, reprezentuje typowy późnobarokowy styl południowo-polskiego kościoła drewnianego
- Orawka – Kościół św. Jana Chrzciciela w Orawce – z XVII wieku, cenne polichromie i wyposażenie
- Szalowa – Kościół św. Michała Archanioła w Szalowej – z XVIII wieku, najcenniejszy barokowy kościół drewniany